# Kirchen in Riga

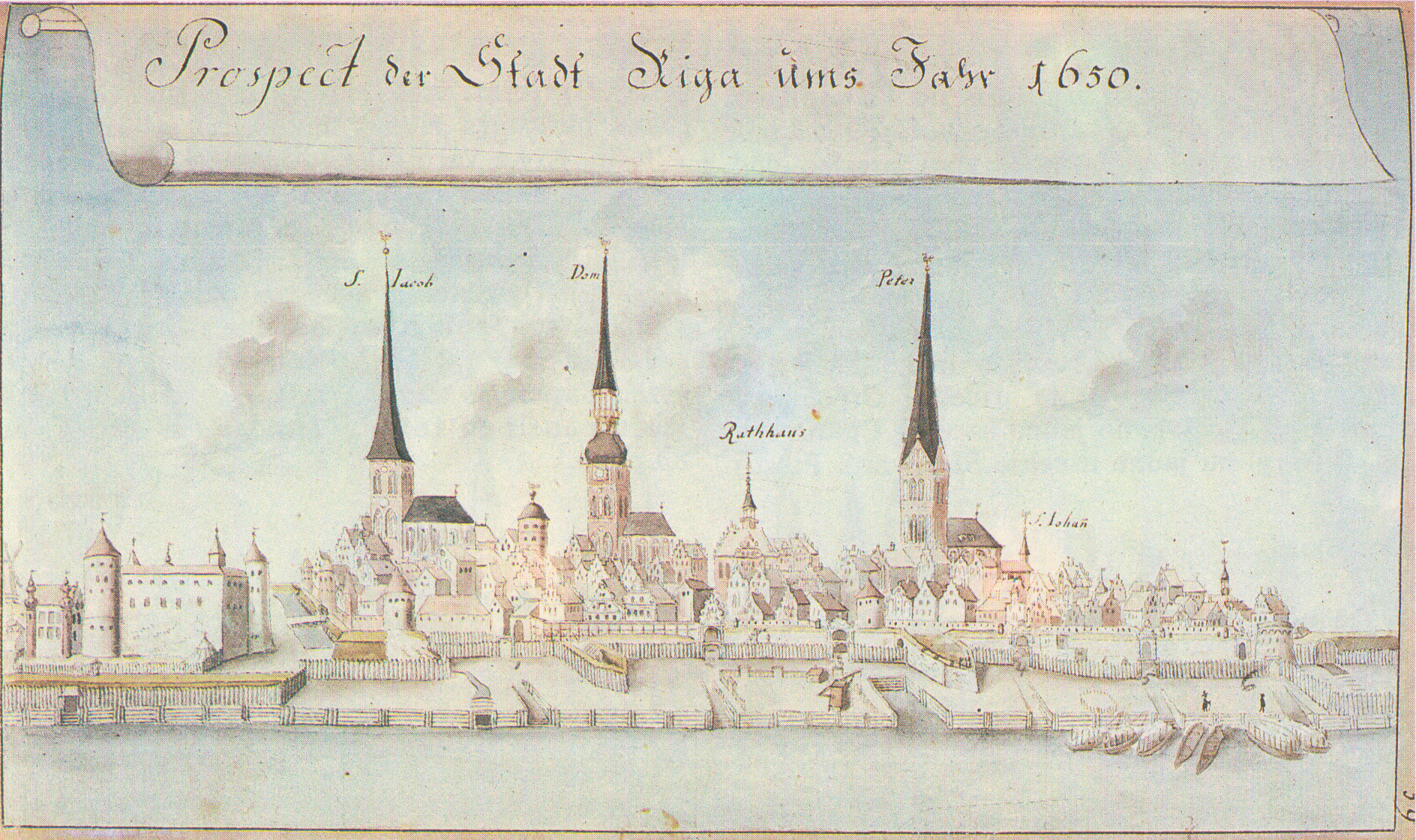
„Prospect der Stadt Riga ums Jahr 1650“, Zeichnung (1771) von Johann Christoph Brotze

Dies ist eine Liste von etwa 40 Kirchen und Bethäusern in der lettischen Hauptstadt Riga. Die Auflistung enthält größtenteils hinter dem Namen der Kirche auch Angaben über die Lage (Koordinaten), die Straße sowie Zeitpunkt der Errichtung bzw. ersten urkundlichen Erwähnung.

## Protestantisch

### Evangelisch-lutherische Kirche

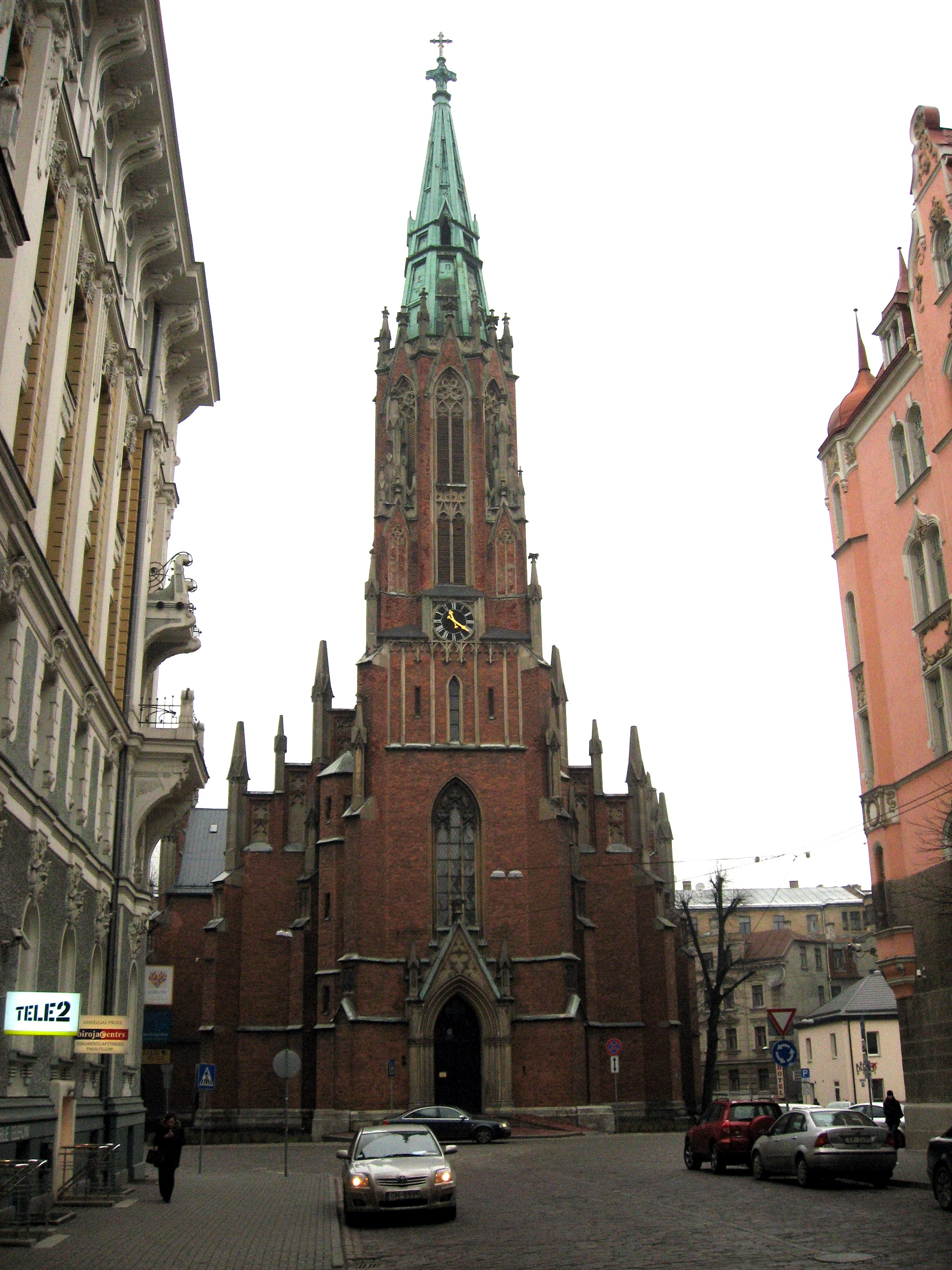
Alte St.-Gertruden-Kirche (Ev.Luth.)
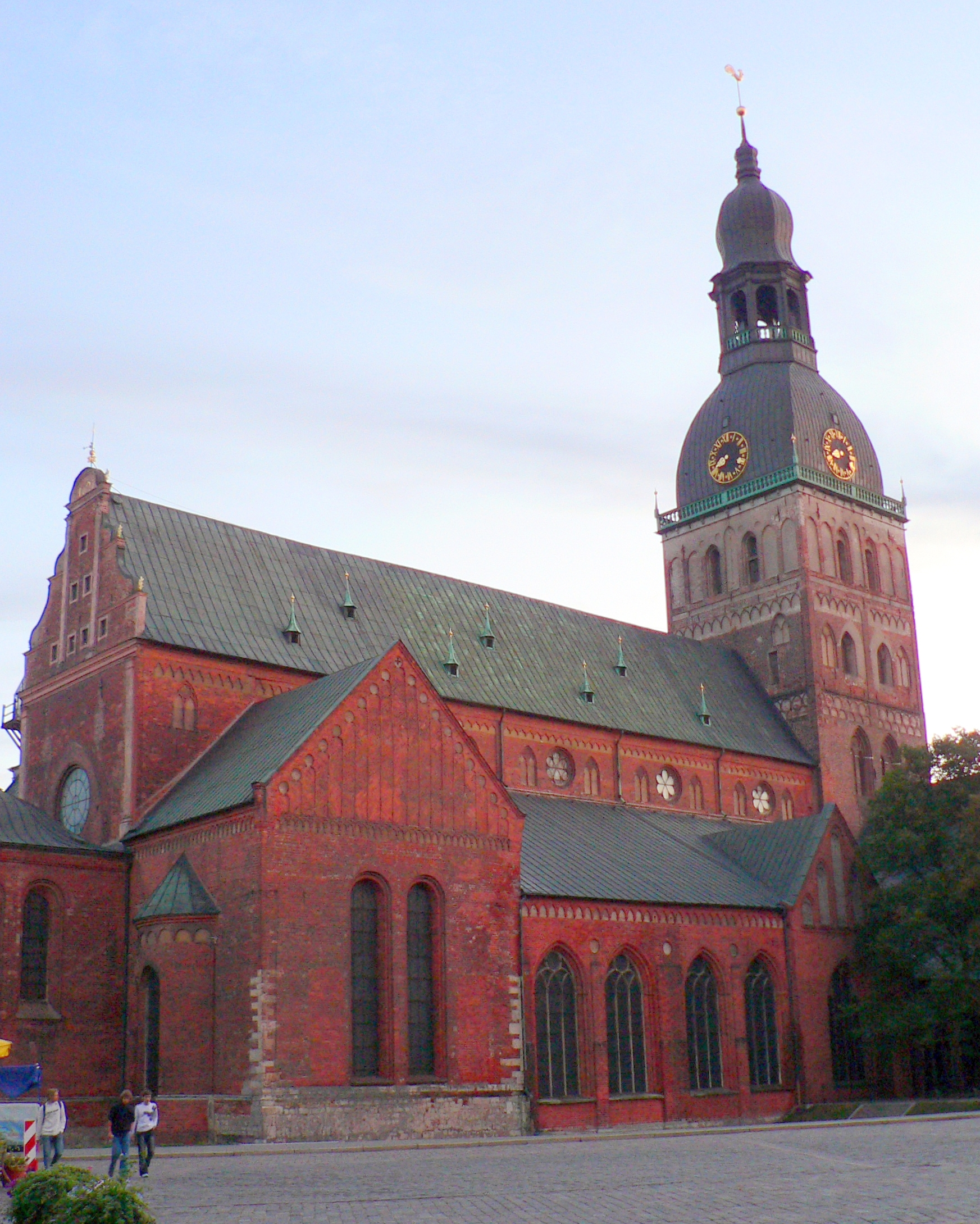
Der Dom von Riga (Ev.Luth.)
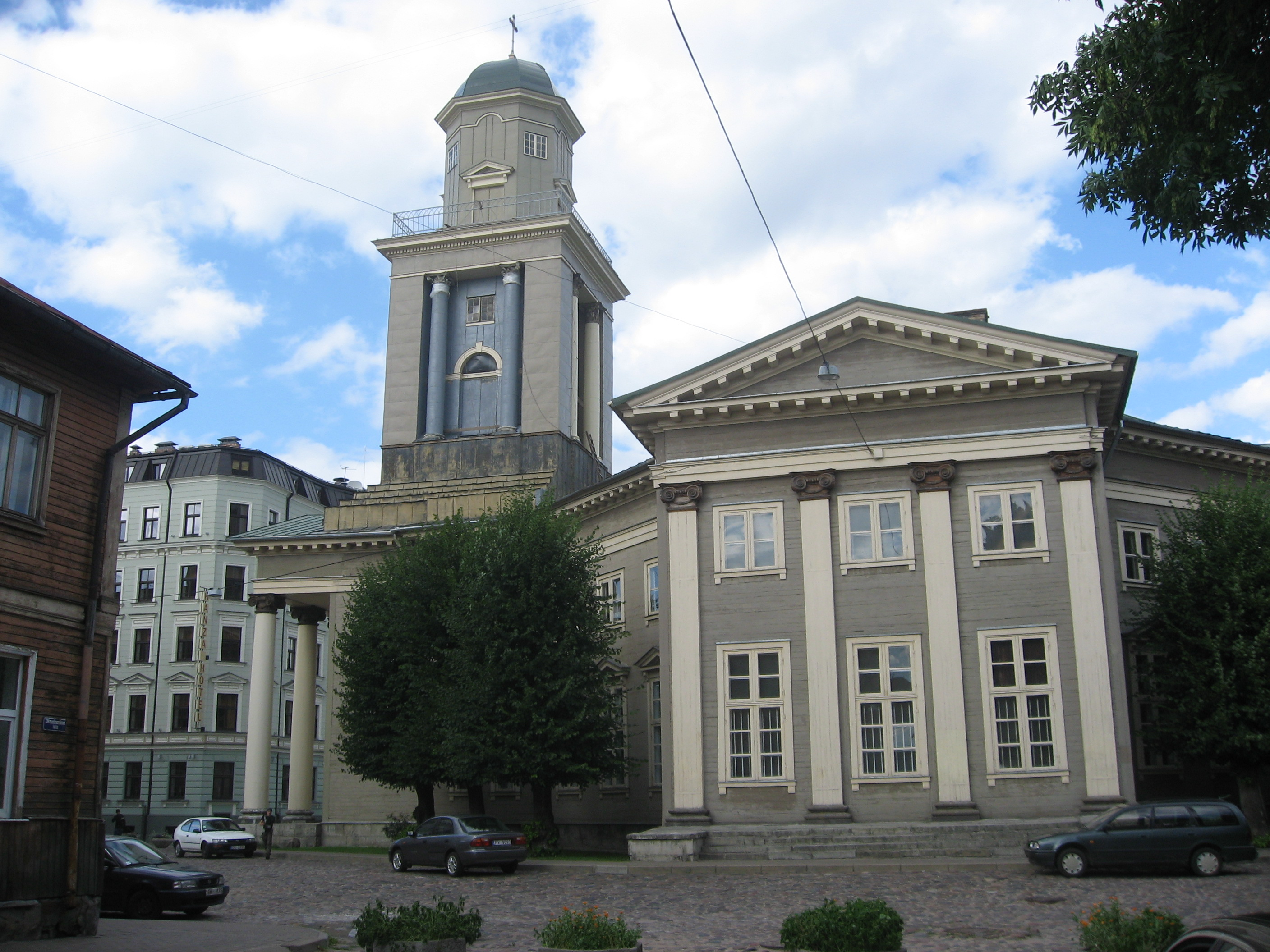
Jesuskirche (Ev.Luth.)
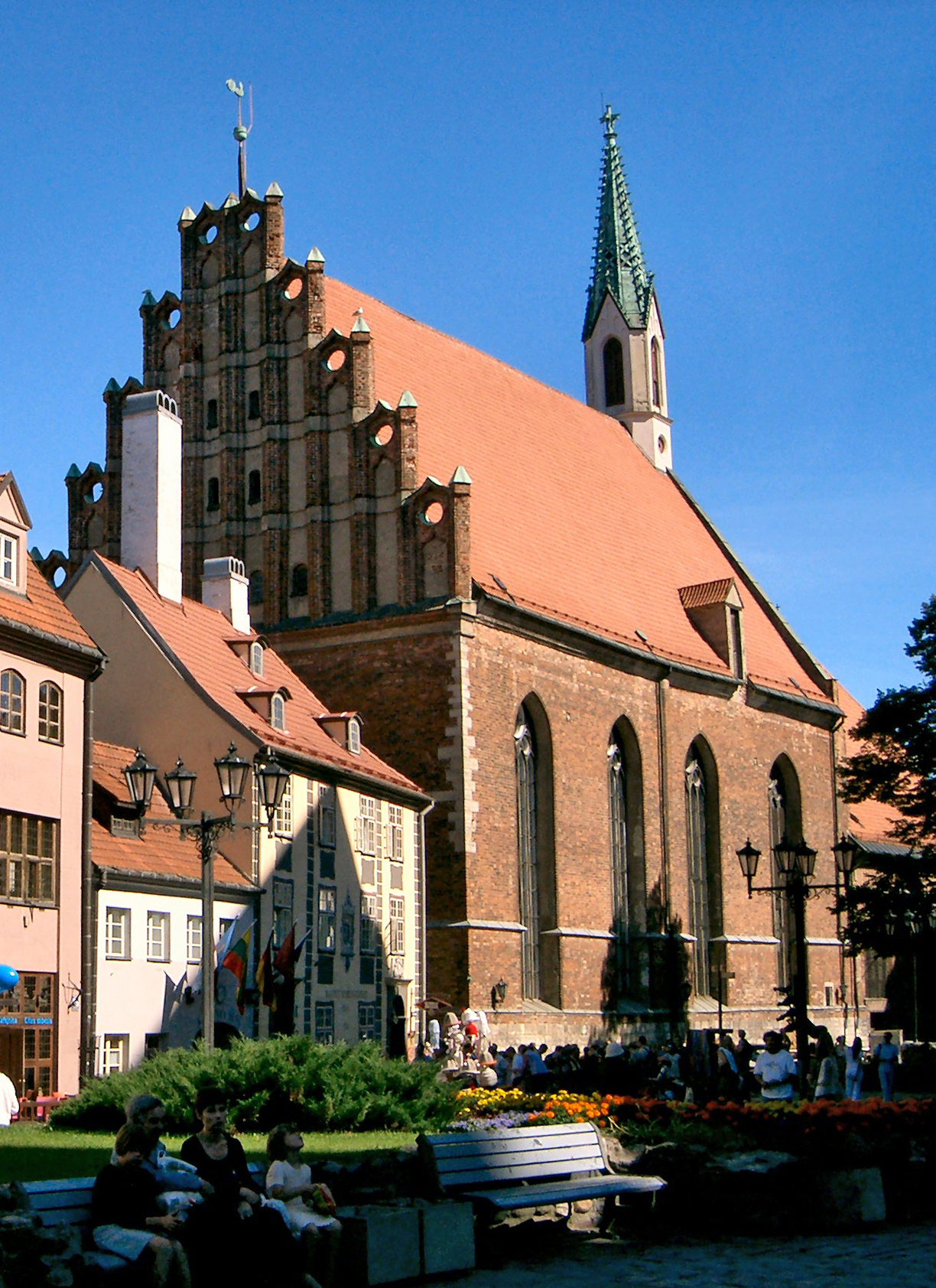
St. Johanniskirche (Ev.Luth.)
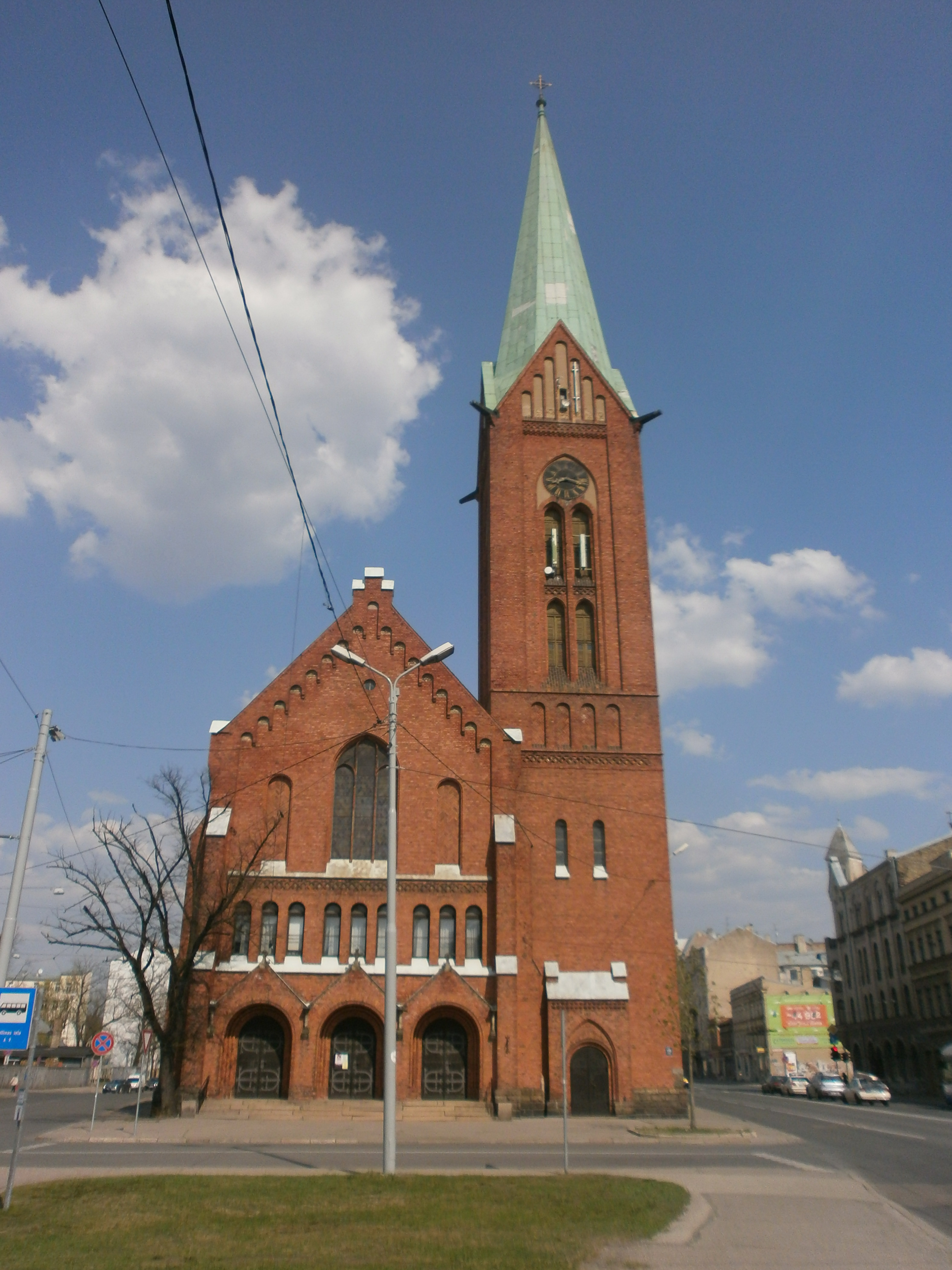
Neue St.-Gertruden-Kirche (Ev.Luth.)
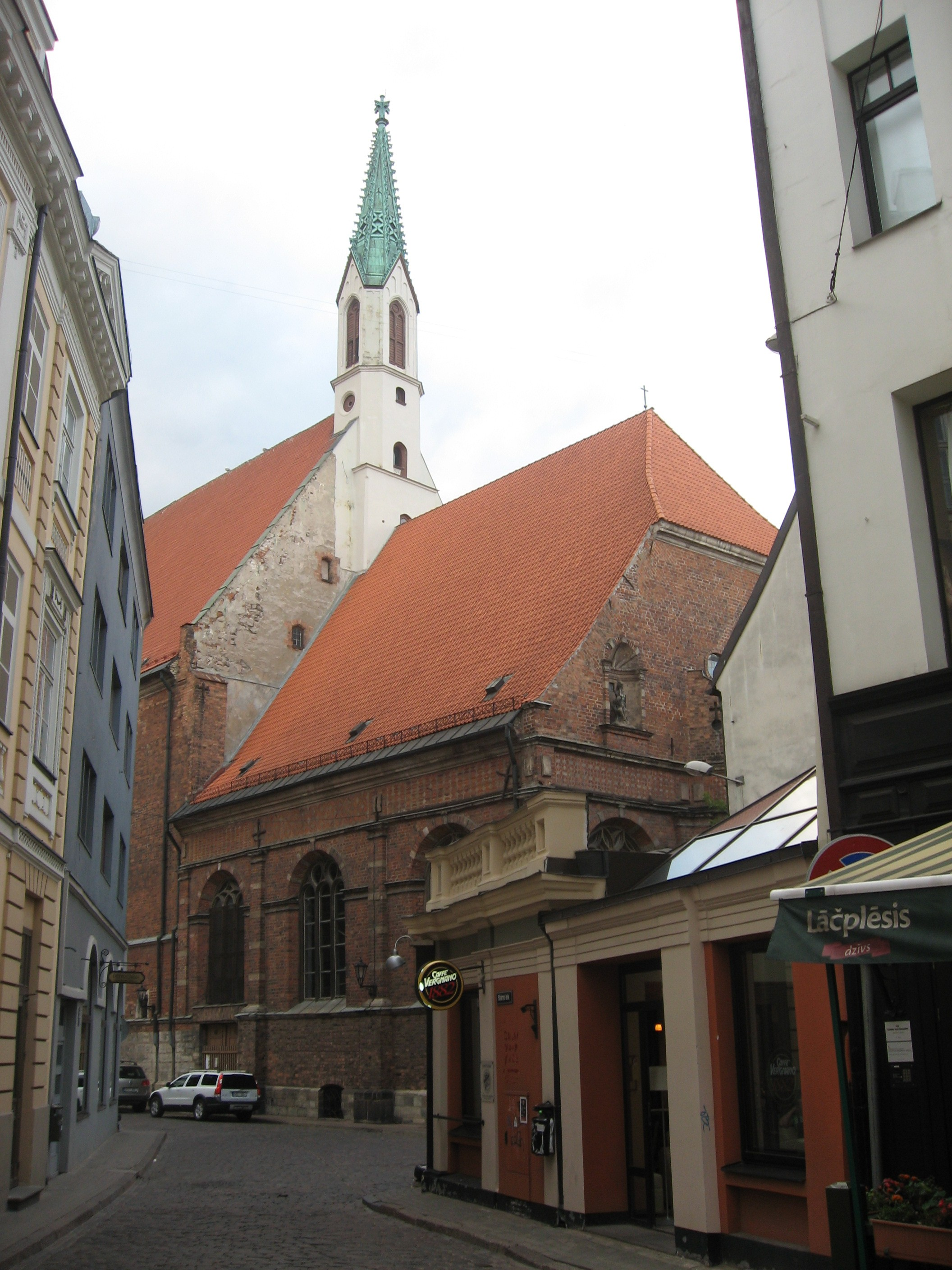
St.Johannis (Ev.Luth.)
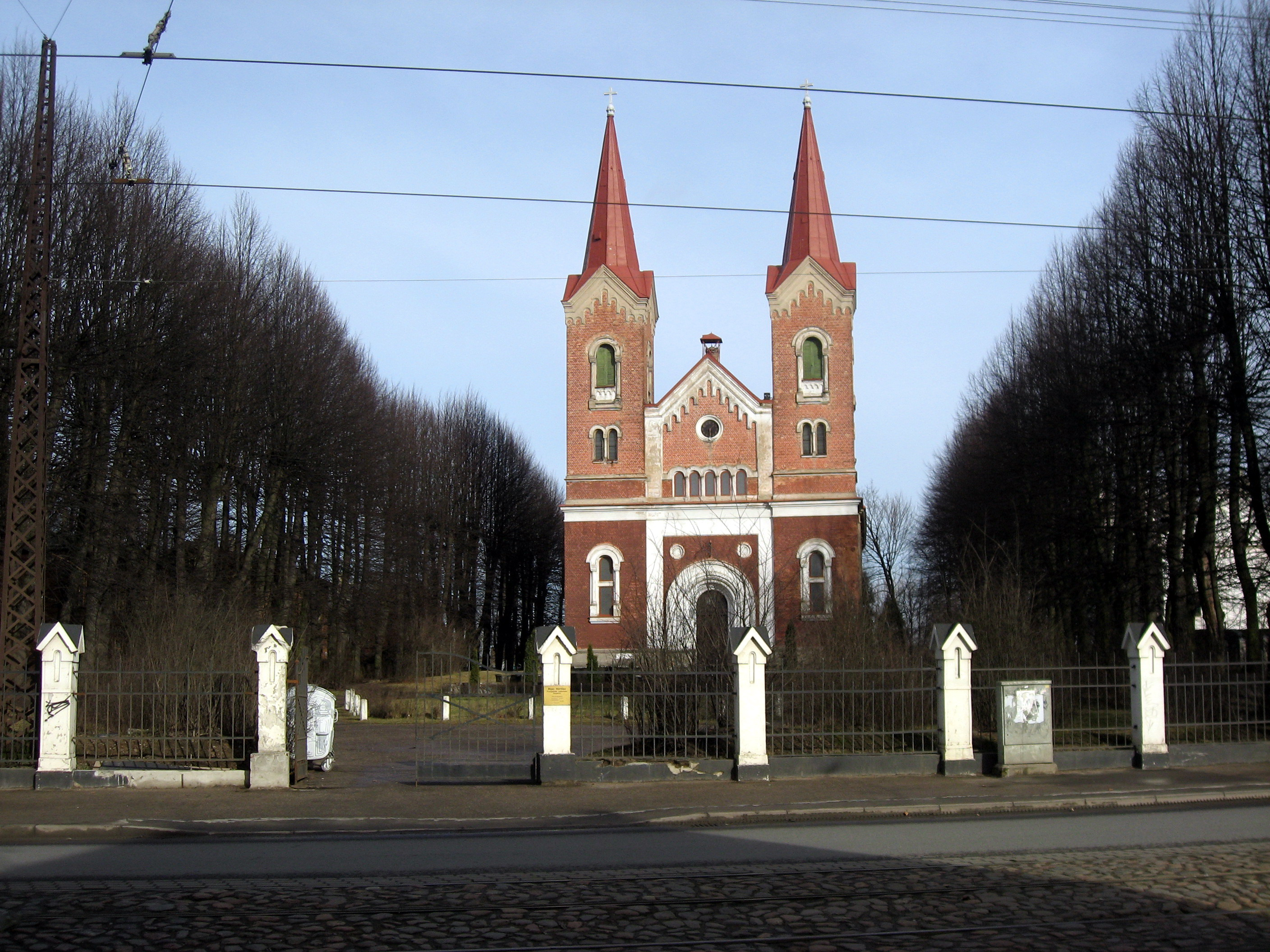
St. Martin (Ev.Luth.)
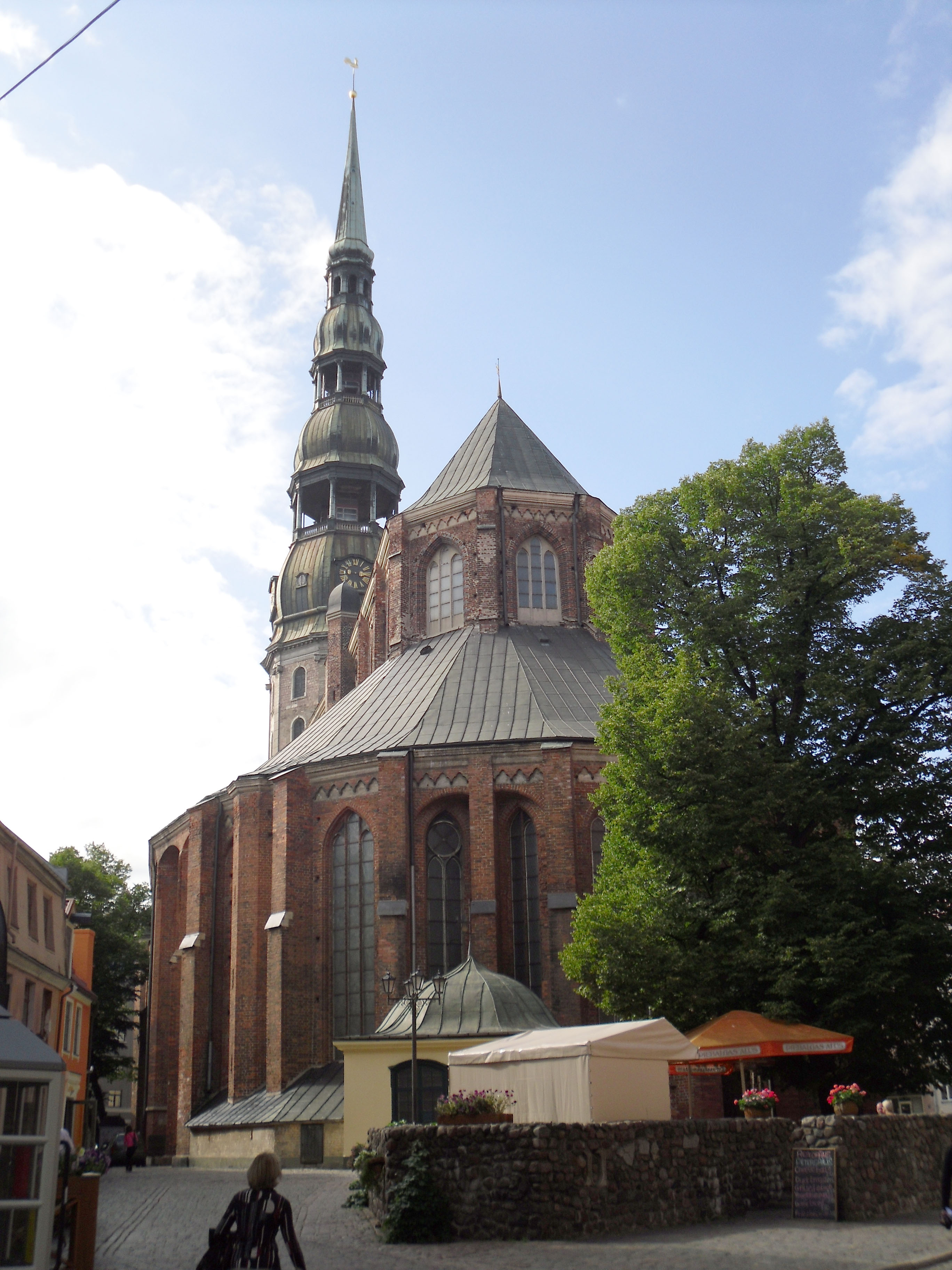
St. Peter (Ev.Luth.)
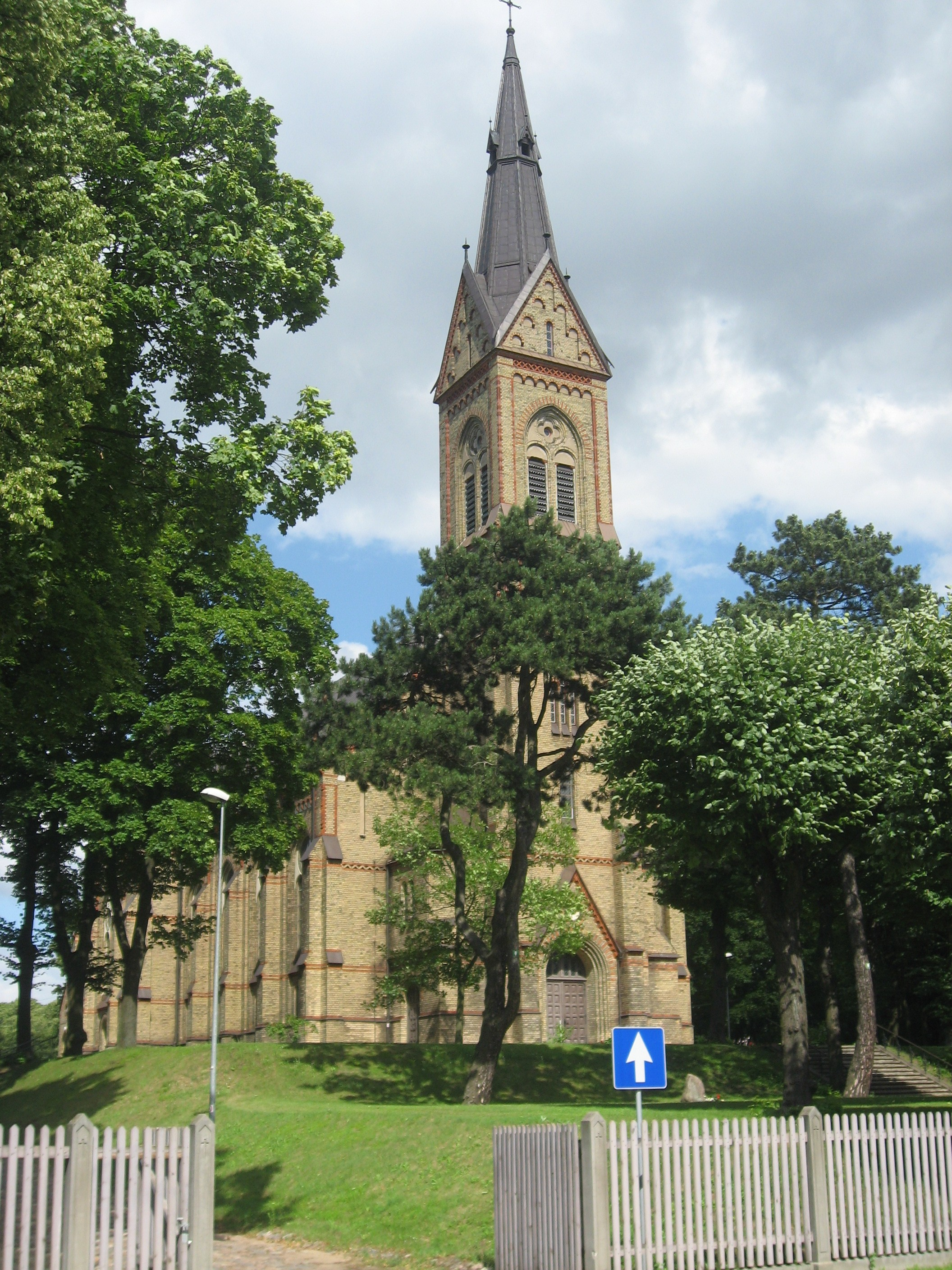
Thorensberger Luth. Kirche

- Dom zu Riga: die Hauptkirche der Stadt wurde 1211 als Marienkirche vom Bischof Albert von Buxthoeven geweiht und war 1270 vollendet. Es folgten Umbauten im 13. und 14. Jahrhundert mit dem Ziel, das Mittelschiff und den Turm zu vergrößern. Nach einem Brand und statischen Bedenken wurde im späten 18. Jahrhundert die Turmspitze verändert.[1][2][3]
 (Lage) Vecrīga (Altstadt), Doma laukums

- Petrikirche (lettisch: Svētā Pētera baznīca), sie dominiert die Rigaer Stadtansicht und entstand um 1200 als dreischiffige Basilika. Der Chor des Backsteinbaus wurde ab 1400 nach Plänen des Rostocker Baumeisters Rumeschottel erneuert, die Arbeiten zogen sich über Jahrzehnte hin, 1491 wurde ein erster Turm mit hochaufragender gotischen Spitze fertiggestellt – sie galt als ein Wahrzeichen Rigas. Wahrscheinlich als Folge von Unwettern stürzte dieser Turm 1666 in sich zusammen und musste erneuert werden. Auch der 1690 vollendete Turm hatte nur kurzen Bestand, er fiel mit dem größten Teil des Kirchenschiffes 1721 einem Stadtbrand zum Opfer. Auf Veranlassung Zar Peter I. wurde unverzüglich mit dem Neubau der Kirche begonnen. Auch während des Zweiten Weltkrieges wurde die Kirche schwer beschädigt und konnte nicht mehr für Gottesdienste genutzt werden.
(Lage) Vecrīga (Altstadt), Pēterbaznīcas iela

- Johanneskirche (lettisch: Sv. Jāņa baznīca): Dem heutigen spätgotischen Bau mit Treppengiebel und Netzgewölbe aus der Zeit um 1500 geht eine 1297 erstmals erwähnte Kapelle eines Dominikanerklosters voraus, die im Verlauf des 15. Jhs. zerstört wurde. 1582 wurde die Kirche der lettischen Gemeinde als deren erstes eigenes Gotteshaus übergeben und erwies es sich rasch als zu klein. Die Erweiterung nach Osten hin zur Jana iela (Johannisstraße) wenige Jahre später endet in einem dreischiffigen Chor, eines der schönsten Renaissancebauwerke Lettlands. Sehenswert sind der spätbarocke Altar von 1769 von Karl Appelbaum sowie Glasmalereien. Zudem befindet sich in einer Seitenkapelle das älteste weltliche Schriftzeugnis in lettischer Sprache, eine Widmung der neuen Orgel im 17. Jahrhundert.

- Alte Kirche der Heiligen Gertrud (lettisch: Svētā Ģertrūdes baznīca) 1864 im Baustil der Neogotik nach Plänen des Architekten Johann Daniel Felsko aus rotem Backstein erbaute Kirche, dreischiffiger Bau, der Turm erhielt eine mit Kupferblech gestaltete Dachhaut. Die Kirche verfügt über eine vom Klangbild bemerkenswerte Orgel.[4][5]
(Lage) Centrs, Ģertrūdes iela

- Neue Kirche der Heiligen Gertrud (lettisch: Evaņģēliski luteriskā jaunās svētās Ģertrūdes baznīca), 1903 bis 1905 im Baustil der Neoromanik nach Plänen des Architekten Wilhelm v. Stryk aus rotem Backstein erbaute Kirche mit asymmetrischem Grundriss.[6]
(Lage) Centrs, Brīvības iela 119

- Auferstehungs-Kirche (lettisch: Augšāmcelšanās draudzes baznīca), das 1887 aus hellen Ziegelsteinen im neogotischen Baustil erschaffene Gotteshaus befindet sich im östlichen Teil des Rigaer Hauptfriedhofes.
(Lage) Skanste, Klusā iela 4

- Gustav-Adolph-Kirche (lettisch: Rīgas Mežaparka Gustava Ādolfa luterāņu baznīca), die winzige Kirche dient den Lutheranern im Stadtteil Mežaparks als Gotteshaus.
 (Lage) Mežaparks, Annas Sakses iela 28

- Jesuskirche (lettisch: Jēzus Luterāņu baznīca), das Gotteshaus der lutherischen Gläubigen Rigas wurde als Holzkirche in den Jahren 1819 bis 1822 nach Plänen des Architekten H. Breitkreuz errichtet. Die als Zentralbau in der Mitte eines achteckigen Platzes erbaute Kirche gilt zugleich als größte Holzkirche Lettlands und entstand im klassizistischen Baustil. Das Gotteshaus wurde zweimal in seiner Geschichte zerstört und 1822 und 1938 wieder aufgebaut.[7]
(Lage) Maskavas Forštate, Jēzusbaznīcas iela 18

- St.-Katharinen-Kirche (lettisch: Sv. Katrīnas Biķeru baznīca) die auf einem Hügel am östlichen Stadtrand befindliche Kirche zählt mit dem parkartig gestalteten Friedhof zu den schönsten Barockkirchen von Riga. Um das Jahr 2000 wurde die Kirche umfassend saniert, seitdem grüßt vom Glockenturm ein frisch vergoldeter Wetterhahn und an der weiß getünchten Fassade prangt das Stadtwappen Rigas.
 (Lage) Mežciems, Biķernieku iela

- Kreuzkirche (lettisch: Rīgas Krusta luterāņu baznīca), die Kirche befindet sich im Osten Rigas nahe dem See Kišezers.
(Lage) Teika, Bērzpils iela 120

- Lutherische Kirche Bolderāja (lettisch: Bolderājas luterāņu baznīca) Idyllisch am Ufer der Buļļupe gelegene, kleine, um die Jahrhundertwende errichtete hölzerne Stadtteil-Kirche mit markanter Turmspitze.
(Lage) Bolderāja, Lielā iela 45

- Lutherische Kirche Katlakalns (lettisch: Katlakalna luterāņu baznīca), dieses als Rundkirche konzipierte Gotteshaus der lutherischen Gläubigen Rigas wurde in der Vorstadt Katlakalns in den Jahren 1791 bis 1792 nach Plänen des Architekten Christoph Haberland errichtet. Es befindet sich auf einer kleinen Anhöhe. Als Besonderheit besitzt diese Kirche eine sphärische Kuppel. Etwa 100 Meter südlich befindet sich auf dem dortigen Friedhof eine kleine Kapelle.[8][9][10]
(Lage) Katlakalns

- Martinskirche (lettisch: Evaņģēliski luteriskā Mārtiņa baznīca), diese evangelisch-lutherische Kirche ist ein Saalbau, sie wurde 1852 nach den Plänes des Architekten Johann Daniel Felsko im neoromanischen Baustil mit einer dekorativen Ziegelsteinverkleidung des Natursteinmauerwerks errichtet und besitzt zwei Türme.[11]
(Lage) Dzirciems, Slokas iela 34

- St.-Pauls-Kirche (lettisch: Sv.Pāvila Evanģēliski luteriskā baznīca), diese evangelisch-lutherische Kirche wurde 1885 bis 1887 nach Plänen des Architekten G. Hilbig am Beginn einer östlichen Ausfallstraße erbaut. Als architektonisches Vorbild dienten gotische Kirchen in England.[12]
(Lage) Avotu iela, Augusta Deglava iela 1

- Tempel Jesu Kirche (lettisch: Evaņģēliski luteriskās baznīcas Rīgas misiones draudze), diese evangelisch-lutherische Kirche befindet sich in einem Randbezirk der Stadt Riga und dient der Inneren Mission.
(Lage) Čiekurkalns, Čiekurkalna 1.līnia 78

- Thorensberger Lutherische Kirche (lettisch: Torņkalna luterāņu baznīca), wurde 1894 nach Plänen des Architekten Johann von Koch im neogotischen Stil aus gelben Ziegelsteinen mit hochaufragendem Turm errichtet. Die Kirche befindet sich im gleichnamigen Stadtbezirk und wurde auf einem kleinen Hügel errichtet.
(Lage) Torņakalns, Torņakalna iela 3

### Evangelisch-reformierte Kirche
- Reformierte Kirche (lettisch: Reformātu baznīca), diese Kirche ist ein 1727 bis 1733 nach Plänen des Architekten K. Meinert in barocken Baustil errichtetes Gotteshaus. Heute ist sie ein Jugendzentrum der evangelisch-lutherischen Kirche. Das bemerkenswerte Hauptportal wurde 1737 in Bremen angefertigt und auf dem Seeweg nach Riga transportiert. Seit 1805 verfügt das Kirchenschiff über eine Zwischendecke, im unteren Geschoss wurde ein Lager eingerichtet.[13]
(Lage) Vecrīga (Altstadt), Marstallstraße (Mārstaļu iela) 10

### Kirche von England
- Anglikanische Kirche (lettisch: Anglikāņu Sv. Pestītāja baznīca), 1858 nach Plänen des Architekten Johann Daniel Felsko aus rotem Backstein erbaute Kirche, im Baustil von der englischen Neogotik beeinflusst.[14]
(Lage) Centrs, Anglikāņu iela

### Baptistenkirchen
In Riga existieren vier Baptistengemeinden.
- Baptistenkirche von Agenskalns (lettisch: Āgenskalna Baptistu baznīca) auffällige, weiß getünchte Kirche mit Turm und Gemeindezentrum.
 (Lage) Āgenskalns, Mārupes iela 14

- Baptistenkirche St. Mathias (lettisch: Rīgas Mateja draudze), das Gotteshaus dieser Rigaer freikirchlichen Gemeinde befindet sich etwa 900 Meter Luftlinie nordöstlich des Hauptbahnhofes.[15]
 (Lage) Centrs, Matīsa iela 50b

- Golgotha-Kirche (lettisch: Golgātas Baptistu baznīca), die aus Holz erbaute Kirche dient den Baptisten im Stadtteil Skanste als Gotteshaus.
 (Lage) Skanste, Hospitāļu iela 32

- Neue Baptisten-Kirche (lettisch: Jaunā baptistu baznīca), das 1887 aus hellem Ziegelstein im historisierenden Baustil errichtete Gotteshaus befindet sich am nördlichen Rand des Zentrums von Riga in unmittelbarer Nähe des Hafens.
(Lage) Centrs, Vīlandes iela 9

### Neuapostolische Kirche
- Neuapostolische Kirche (lettisch: Jaunapustuliskā baznīca), die in einem modernen Architekturstil erbaute Neuapostalische Kirche zählt zu den jüngsten Kirchen in Riga. Sie befindet sich in einem östlichen, von Wohnblocks geprägten Stadtbezirk.
(Lage) Purvciems, Gunāra Astras iela 2a

### Siebentagsadventisten
- Kirche und Gemeindezentrum der Siebentagsadventisten (lettisch: Septītās dienas adventistu baznīca), die Kirche der Rigaer Adventisten befindet sich in der Nähe der Alexander-Newski-Kirche.[16]
(Lage) Vecrīga (Altstadt), Baznīcas iela 12a

## Orthodox

### Russisch- und Lettisch-orthodoxe Kirche

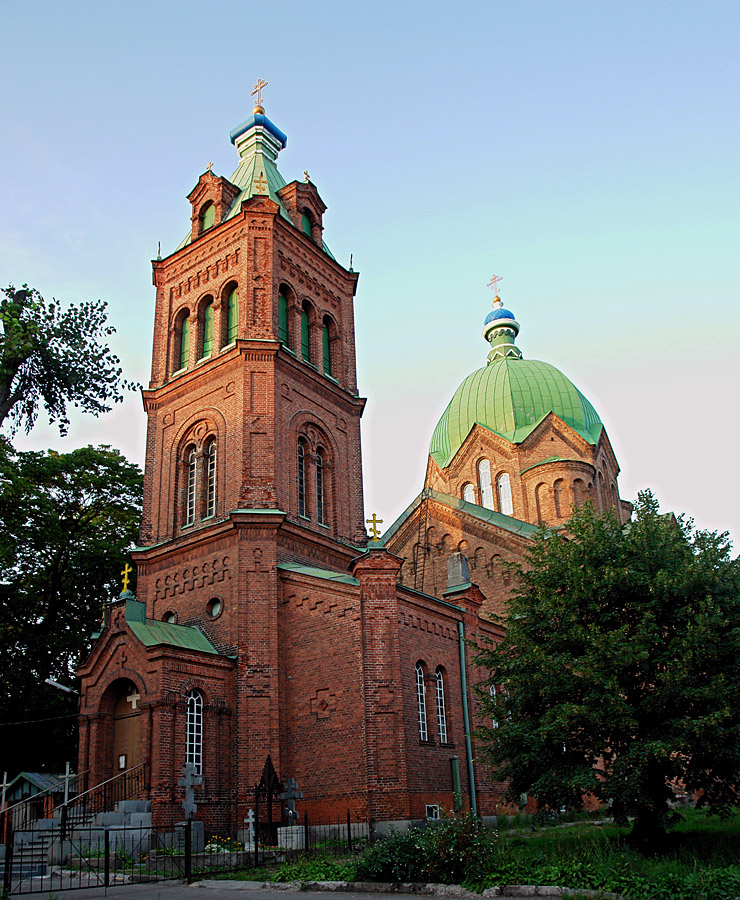
Allerheiligenkirche
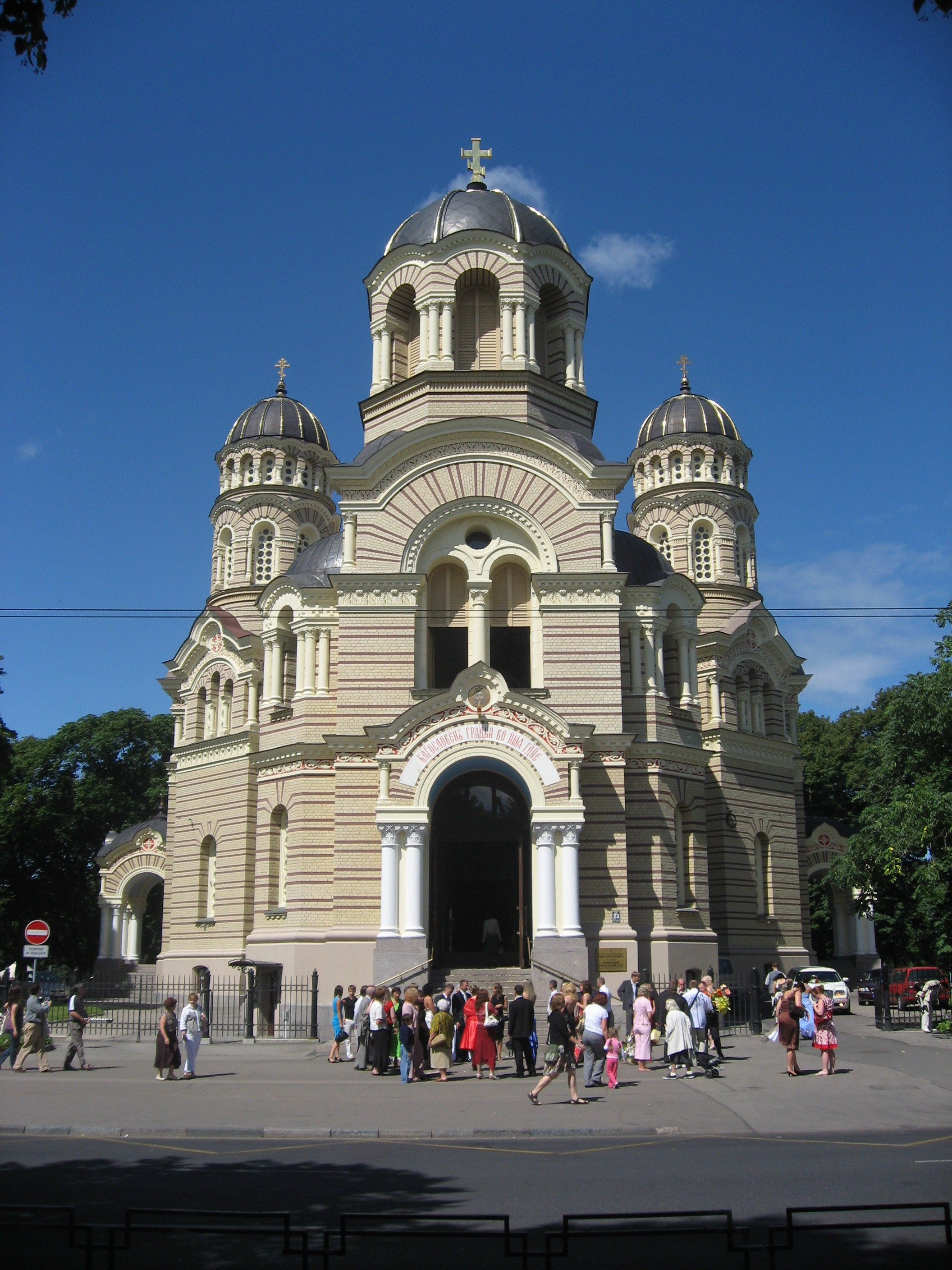
Christuskirche
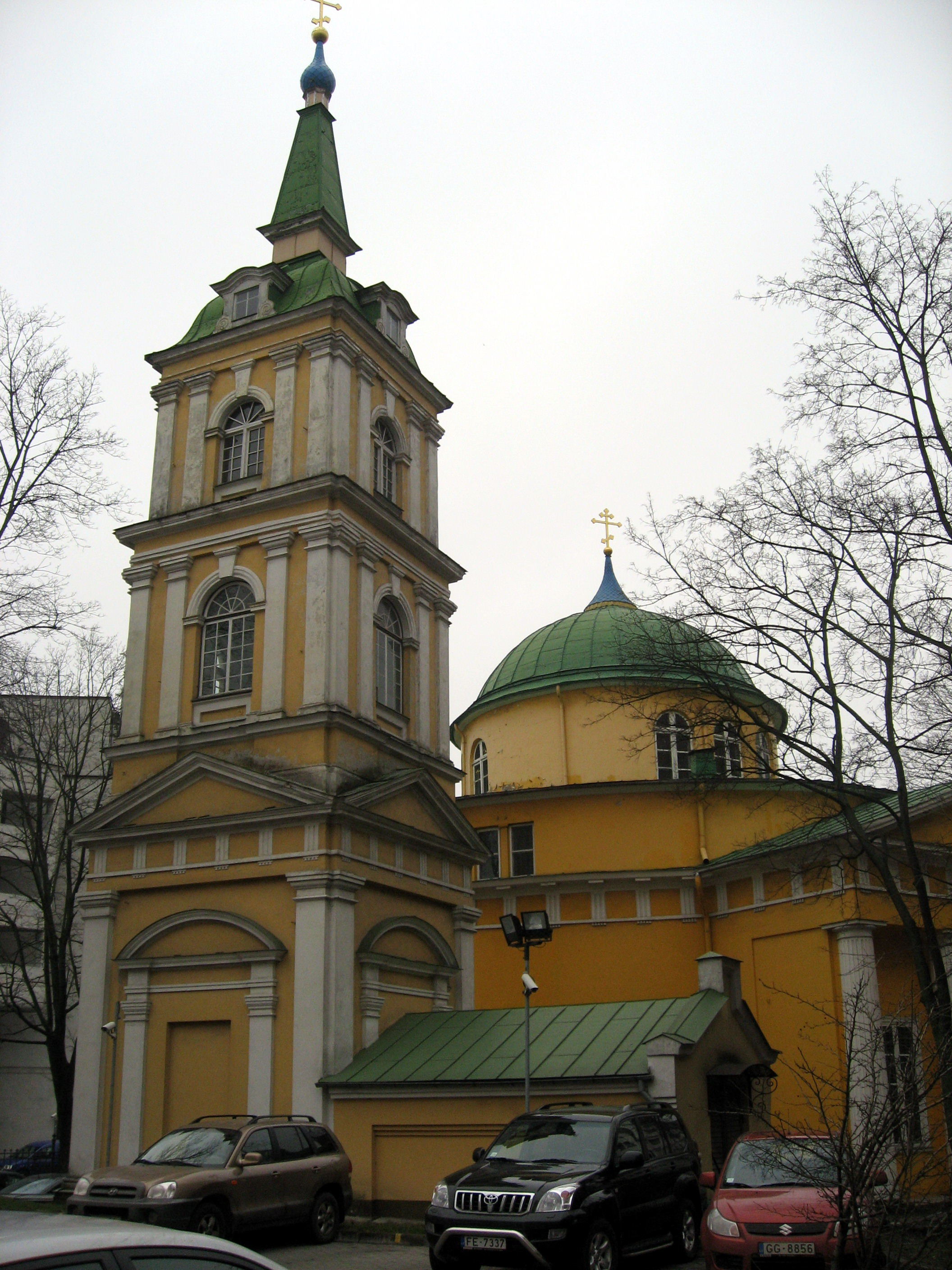
Alexander-Newski-Kirche
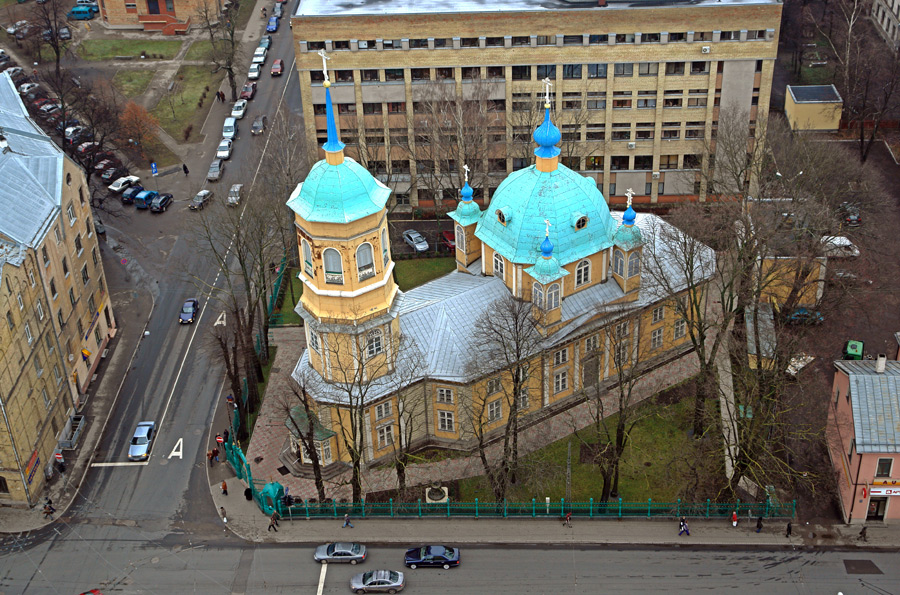
Erzengel-Michael-Kirche

- Christi-Geburt-Kathedrale (lettisch: Kristus Piedzimšanas pareizticīgo katedrāle): Diese orthodoxe Kirche wurde im byzantinischen Baustil als Ziegelbauer mit fünf Kuppeln in den Jahren 1876 bis 1884 nach Plänen des Architekten P. Pflug errichtet.[17]
(Lage) Sie befindet sich auf der Ostseite des Stadtparkes Centrs, Esplanāde.

- Peter- und Pauls-Kirche (lettisch: Sv. Pētera un Pāvila parezticīgo katedrāle): Die auch als Domkirche in der Rigaer Festung errichtete orthodoxe Kirche entstand in der Zeit der russischen Besetzung Rigas im 18. Jahrhundert. Als Vorbild gilt die orthodoxe Hauptkirche der estnischen Stadt Pärnu. Schmuckstück dieses Kirchenbaus ist der Glockenturm, er verfügt über vier individuell gestaltete Geschosse und steht auf der Westseite der Kirche, diese ist, mit Rücksicht auf ihre Lage in einer Festung nur zweigeschossig. Im 20. Jahrhundert wurde die Kirche säkularisiert und als Lagergebäude genutzt, dabei nahm das Innere großen Schaden, insbesondere die Fresken und sonstigen Ausmalungen. Eine in den 1970er-Jahren veranlasste Restaurierung des Gebäudes konzentrierte sich auf die Sicherung der Architekturelemente. Das Gebäude wird jetzt als Konzertsaal genutzt.[18][19]
(Lage) Vecrīga (Altstadt), Citadeles iela.

- Alexander-Newski-Kirche (lettisch: Alexandra Ņevska pareizticīgo baznīca): Ein Holzbau in Form einer Rotunde, 1820 bis 1825 nach Plänen von H. Breitkreuz erbaut. Der Glockenturm wurde 1865 errichtet.[20][21][22]
(Lage) Centrs, Brīvības iela 54

- Allerseligste-Jungfrau-Marien-Kirche (lettisch: Vissvētās Dievmātes Patvēruma baznīca): Die im byzantinischen Baustil erbaute Kirche befindet sich im Zentrum des Rigaer Hauptfriedhofes.
(Lage) Skanste, Prokova Kapi

- Christi-Himmelfahrt-Kirche (lettisch: Debesbraukšanas pareizticīgo baznīca): Diese mit zahlreichen Zwiebeltürmchen verzierte Kirche dient der lettisch-orthodoxen Gemeinde als Gotteshaus. Sie befindet sich neben dem westlichen Hauptzugang zum Rigaer Zentralfriedhof
 (Lage) Skanste, Mēness iela 2

- Dreifaltigkeitskirche (lettisch: Sv. Trijādības pareizticīgo katedrāle): Die orthodoxe Kirche befindet sich inmitten eines kleinen Parks in einem äußeren Stadtbezirk Rigas.
(Lage) Grizinkalns, Krišjāņa Barona iela 137

- Erzengel-Michael-Kirche (lettisch: Ercenģeļa Miķeļa pareizticīgo baznīca): Die relativ unscheinbare orthodoxe Kirche befindet sich in Hafennähe.
(Lage) Maskavas Forštate, Maskavas iela 170

- Mariä-Verkündigungs-Kirche: Die Maria-Verkündigungskirche ist eine orthodoxe Kirche und befindet sich südlich des Rigaer Hauptbahnhofes.
(Lage) Maskavas Forštate, Gogolia iela

- St.-Johannis-der-Täufer-Kirche (lettisch: Svētā Jāņa Priekšteča pareizticīgo baznīca): Diese weiß getünchte orthodoxe Kirche wurde 1911 bis 1926 am Rande eines Friedhofes erbaut. Neben der Kirche befindet sich eine separat errichtete Kapelle, die dem Heiligen Iwan geweiht ist.
 (Lage) Maskavas Forštate, Kalna iela 21

### Russisch-altorthodoxe Kirche
- Bethaus von Grebentschtschikow (lettisch: Grebenščikova vecticībnieku lūgšanu nams): Das bereits 1814 im byzantinischen Baustil errichtete Gebäude der altgläubigen Gemeinde von Riga wurde mehrfach erweitert. Im Haus befinden sich der Große Betsaal, weitere Andachtsräume sowie Geschäfts- und Wohnräume. Die Gemeinde unterhält ein Archiv mit Manuskripten und Büchern aus dem 16. Jahrhundert sowie eine Sammlung von Heiligenbildern des 15. bis 19. Jahrhunderts.[23][24]
(Lage) Maskavas Forštate, Mazā Krasta iela 73

## Katholisch

### Römisch-katholische Kirche

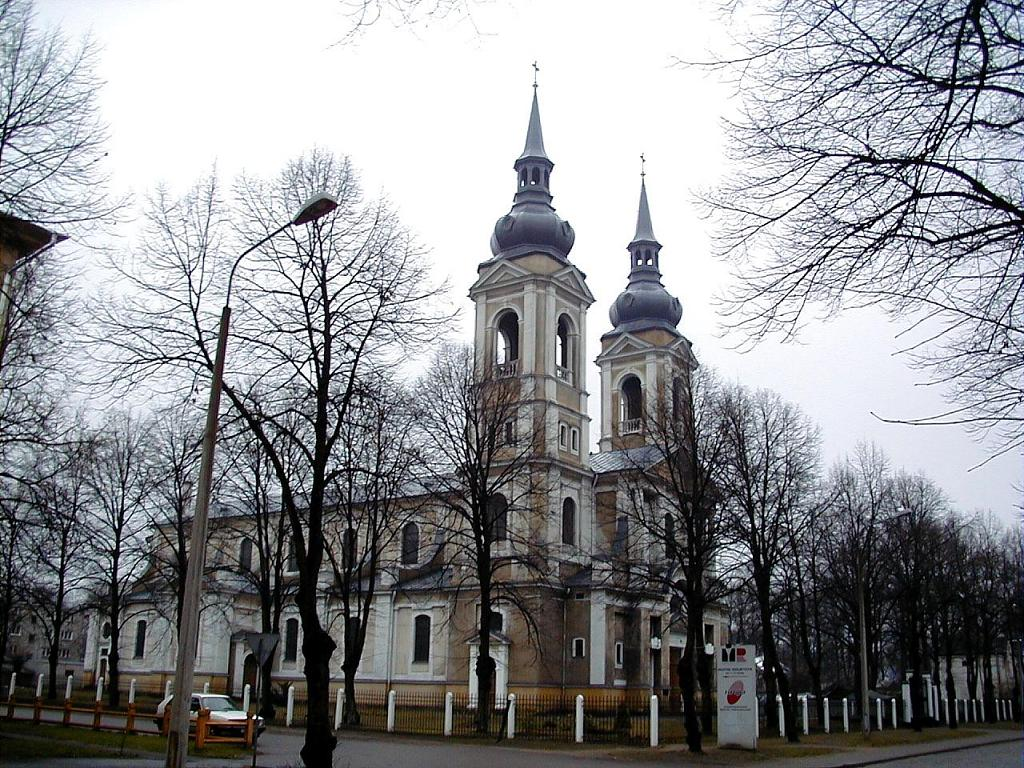
St. Albert
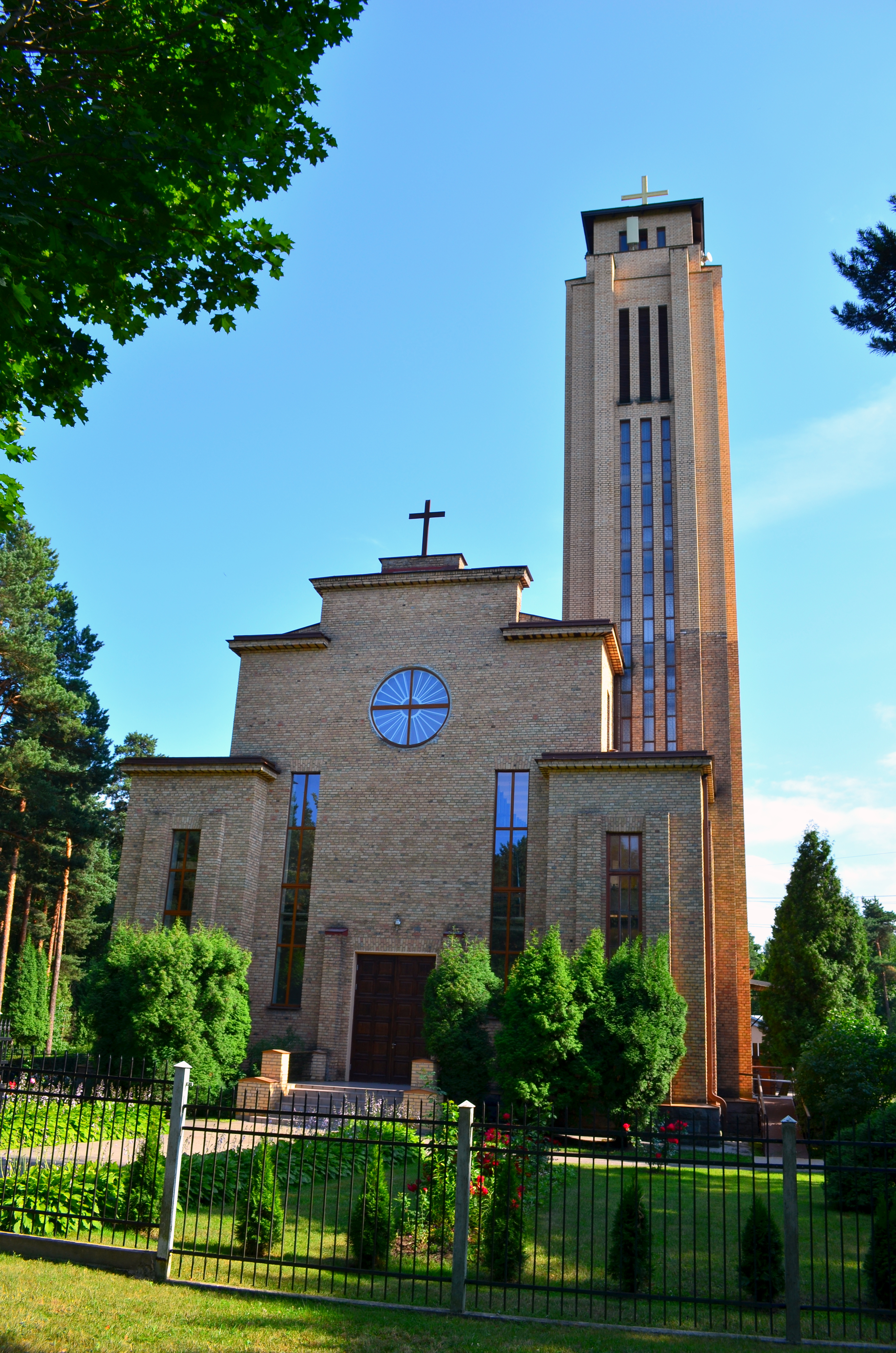
Kirche Christus König
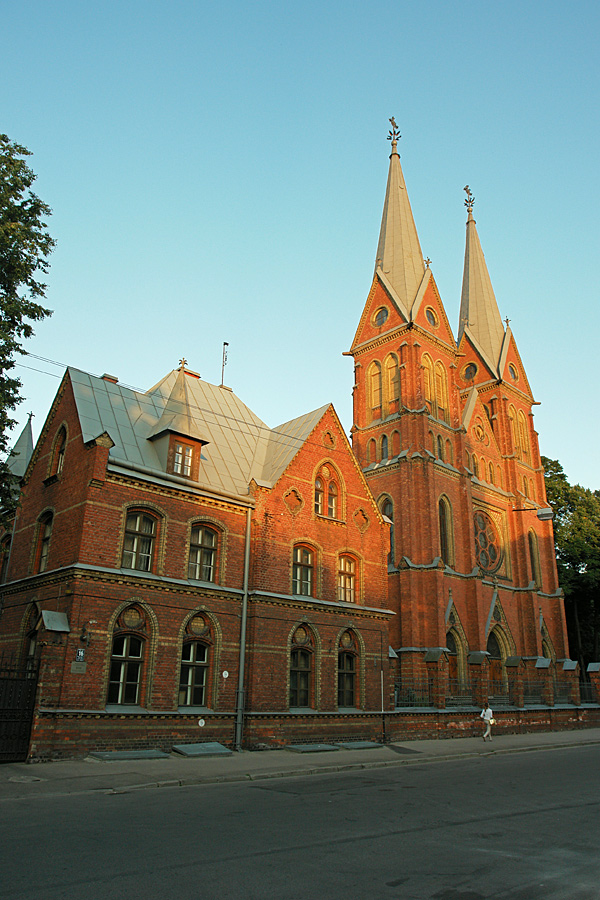
St. Franziskus
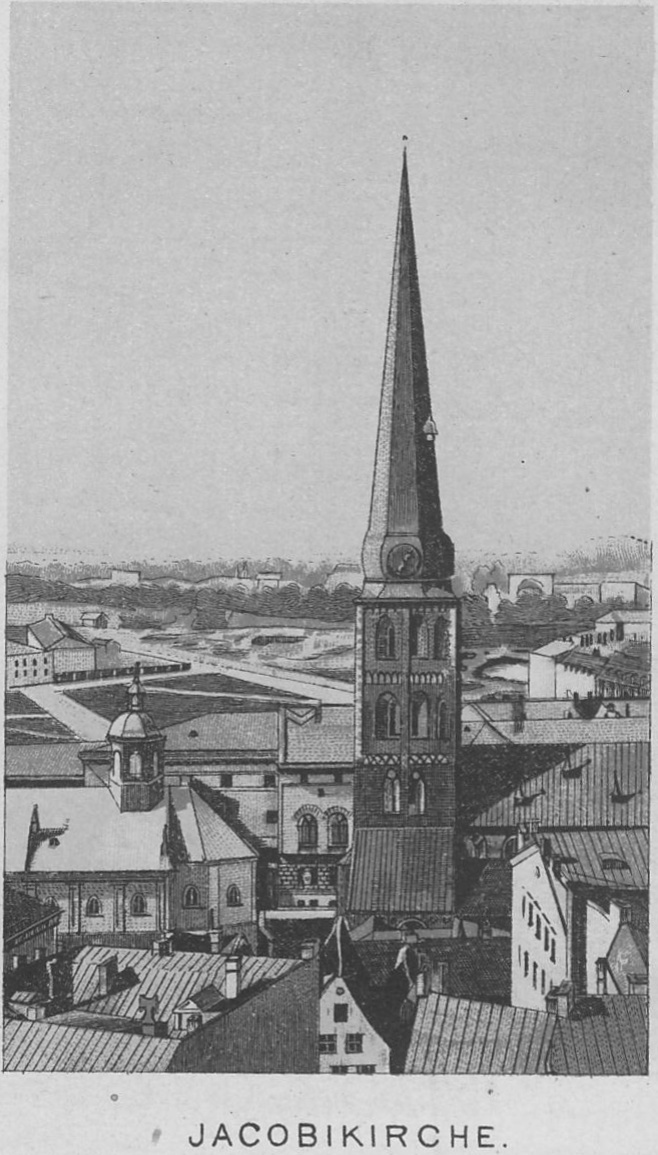
St. Jakob (um 1900)
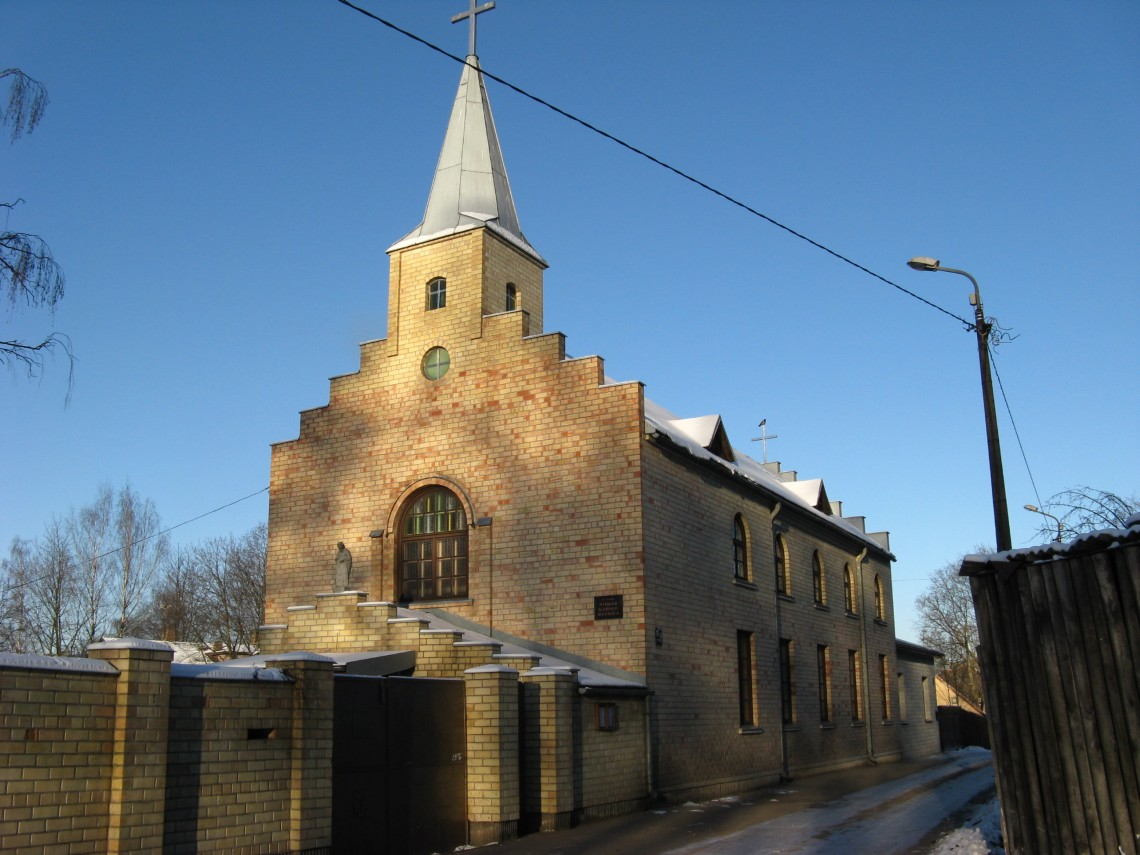
St. Joseph
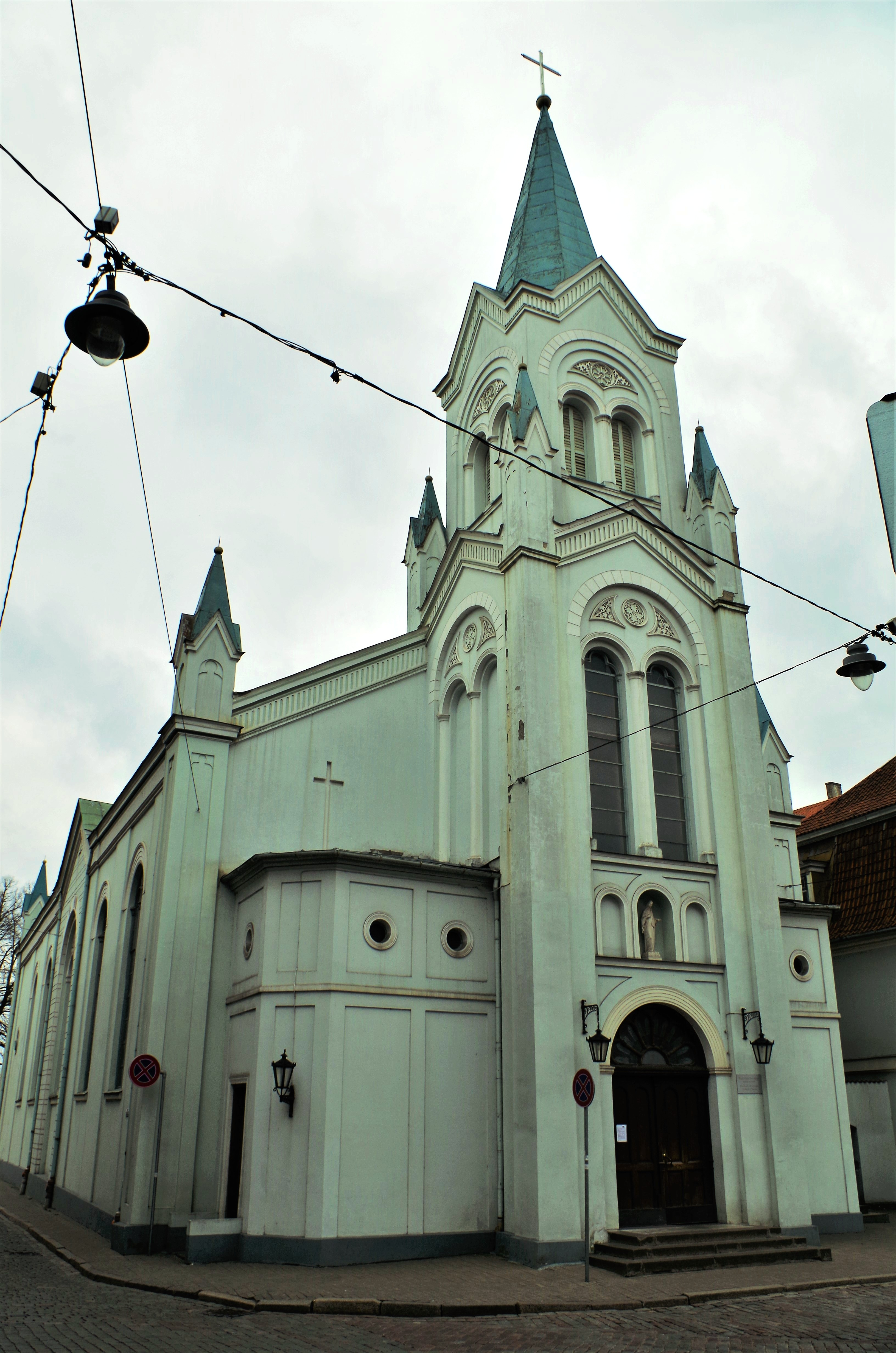
Kirche des Schmerzes unserer Gottesmutter
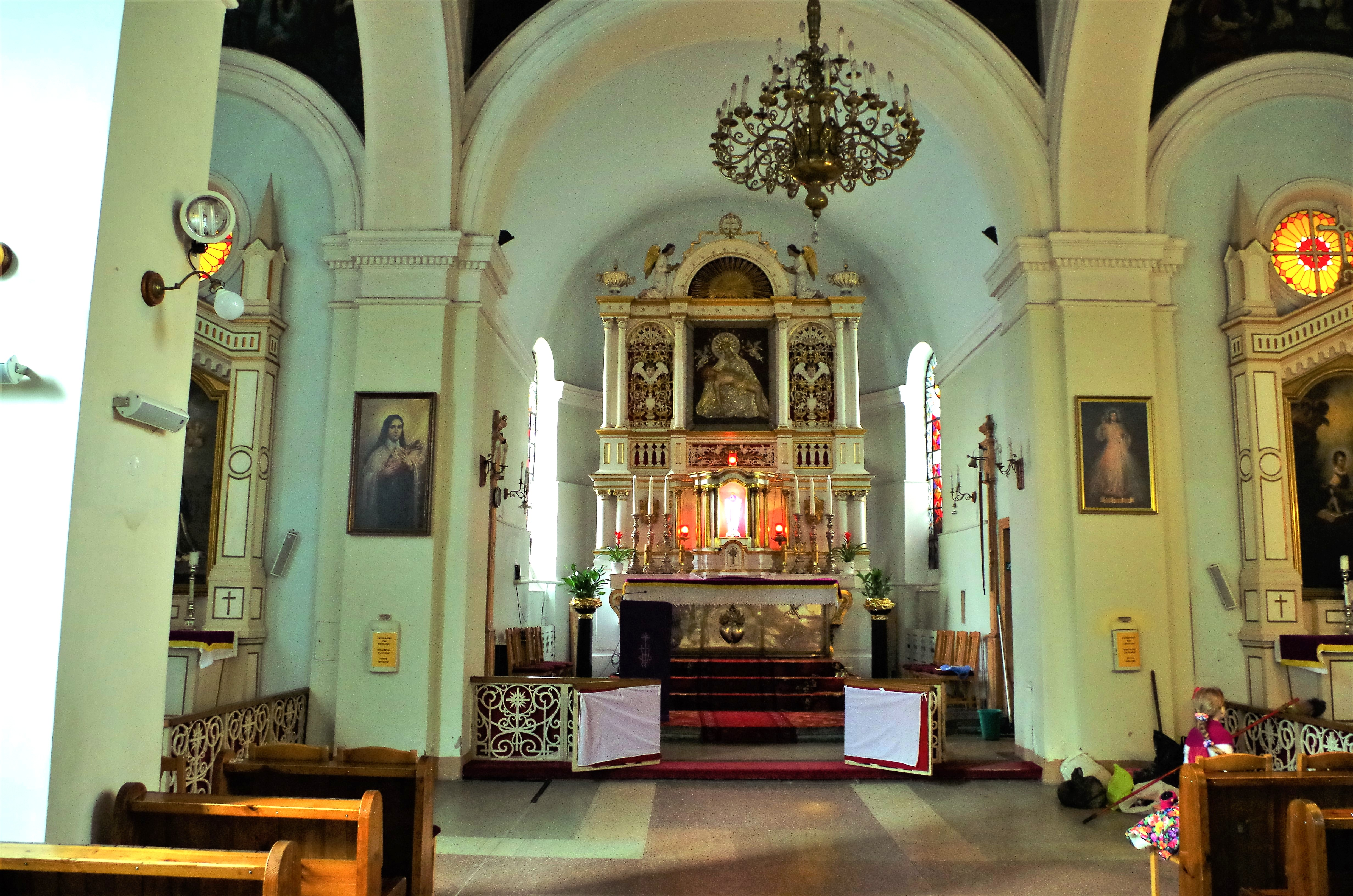
Altar der Kirche des Schmerzes unserer Gottesmutter
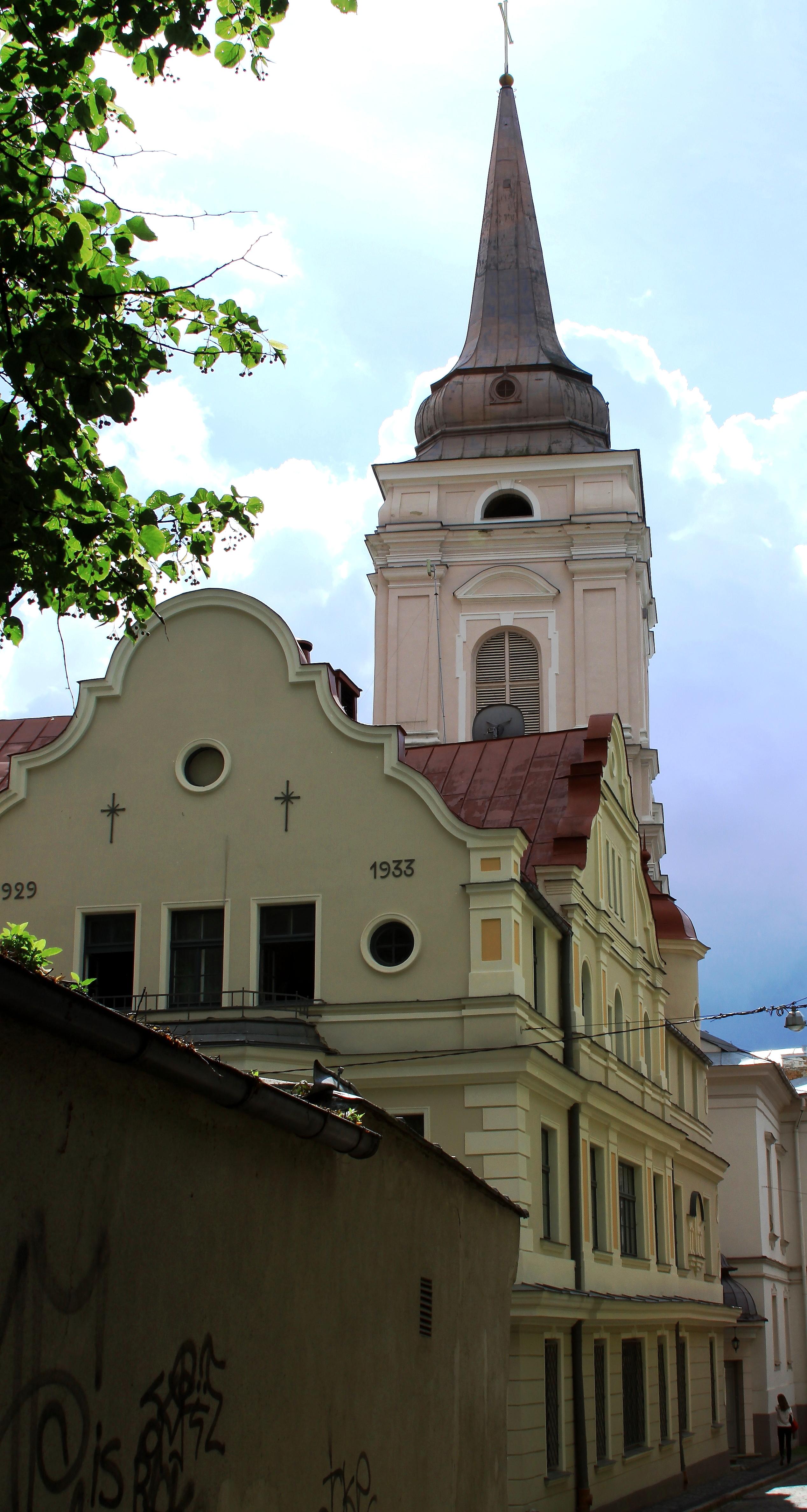
Maria-Magdalena-Kirche
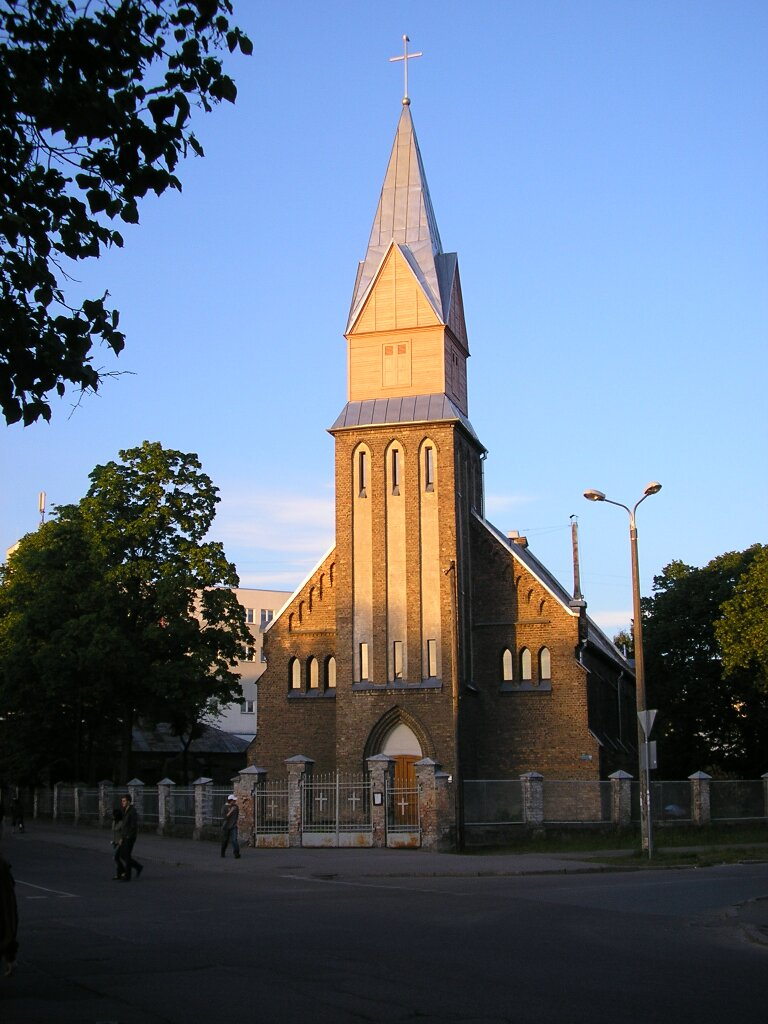
Kirche Mariä Aufnahme in den Himmel

- St.-Jakobs-Kathedrale (lettisch: Svētā Jēkaba katedrāle): Als hochmittelalterlicher Kirchenbau für die Rigaer Vorstadtquartiere errichtet, wurde sie 1225 erstmals als Besitz des Rigaer Bischofs erwähnt. Der dreischiffige Saalbau wurde mehrfach verändert, 1756 erfolgte eine letzte gestalterische Verbesserung, die der Turmspitze galt. Von 1621 bis 1922 diente das Gotteshaus einer evangelischen Kirchgemeinde. Danach wurde sie dem neu gegründeten Erzbistum Riga als Kathedrale übergeben.[25][26][27]
(Lage) Vecrīga (Altstadt), Jēkaba iela 9

- St.-Albert-Kirche (lettisch: Svētā Alberta katoļu baznīca): Die katholische Kirche wurde nach Plänen des Architekten Hans Koch 1903 im neobarocken Stil mit zwei Glockentürmen erbaut.
 (Lage) Āgenskalns, Liepājas iela 38

- Christus König (lettisch: Kristus karaļa Romas katoļu baznīca): Diese römisch-katholische Kirche wurde in den Jahren 1935 bis 1942 nach Plänen des Architekten I. Blankenburg errichtet. Sie befindet sich auf der Südseite des Stadtparkes Kaiserwald
(Lage) Sarkandaugava, Meža prospekts 86

- Christi Verklärung (lettisch: Kristus apskaidrošanas pareizticīgo baznīca): Die katholische Kirche wurde als Holzkirche um 1890 nach Plänen des Architekten A.A. Edelsons in einem äußeren Stadtbezirk erbaut. Sie befindet sich beim Nordeingang des Friedhofes von Mežaparks (Kaiserwald) und dem angrenzenden Stadtpark. Unmittelbar westlich befindet sich der Südeingang des ehemaligen Rigaer Konzentrationslagers Kaiserwald, daher steht neben der Kirche ein Mahnmal.
(Lage) Sarkandaugava, Meža prospekts 11

- St.-Franziskus-Kirche (lettisch: Svētā Franciska Romas katoļu baznīca): Die katholische Kirche wurde aus leuchtend roten Ziegelsteinen im neogotischen Stil erbaut. Ihre Zwillingstürme ragen jeweils 58,4 Meter in den Himmel. Die Kirche befindet sich in der Nähe des Bahnhofes und wurde 1890 geweiht. Sie ist von einem kleinen Park umgeben, in dem sich auch die Gebäude der Pfarrei und ein Priesterseminar befinden. Auf dem Kirchhof der Franziskuskirche hat der Komponist Conradin Kreutzer (1780–1849) ein Ehrengrab, das der Rigenser Gesangverein „Liedertafel“ anlegte.
 (Lage) Maskavas Forštate, Katoļu iela 14

- St.-Josephs-Kirche (lettisch: Svētā Jāzepa Romas katoļu baznīca): Die katholische Kirche wurde aus Ziegelsteinen im neogotischen Stil erbaut.
 (Lage) Dzirciems, Dzegužu iela 14–16

- Maria-Magdalenenkirche (lettisch: Rīgas Svētās Marijas Magdalēnas Romas katoļu baznīca): Riga besaß seit dem 13. Jahrhundert ein Zisterzienserinnen-Kloster; dessen Kirche wurde 1621 im Polnisch-Schwedischen Krieg von den Schweden zerstört. Der Neubau wurde 1639 zur schwedischen Garnisonskirche bestimmt. Im Verlauf des Großen Nordischen Krieges wurde Riga von den Russischen Truppen eingenommen, die Kirche diente fortan als orthodoxes Gotteshaus. Mitte des 18. Jahrhunderts erfolgten verschönernde Umbauten im Innern und an der Fassade, sie erhielt ein barockes Aussehen. Im 20. Jahrhundert fiel die Kirche schließlich an die katholische Kirchengemeinde Rigas.[28] Dort feiern vor allem Gläubige aus Lettgallen Gottesdienst.
 (Lage) Vecrīga (Altstadt), Klostera iela 2

- Mutter-Gottes-der-Schmerzen-Kirche (lettisch: Sāpju Dievmātes Romas katoļu baznīca)
Vecrīga, Pils iela 5

- Bolderājas Jaunavas Marijas Debesīs uzņemšanas Romas katoļu baznīca (Römisch-katholische Kirche Mariä Aufnahme in den Himmel von Bolderāja)[29] >
Bolderāja (dt. ehem. Bolderaa), Gobas iela 17, LV-1016 Rīga

Der Katholizismus wurde im 12. Jahrhundert in Lettland (damals Livland) von Missionaren eingeführt. Nach der Reformation wurden zwischen 1522 und 1720 die Katholiken in Livland verfolgt, ihre Kirchen enteignet und katholische Priester und Mönche aus dem Lande verbannt. Nach der Einnahme Rigas durch den russischen Zaren Peter I. war es den Katholiken gestattet, außerhalb der Stadtmauer eine Leichenhalle zu bauen. Die Situation der Katholiken in Riga verbesserte sich spürbar mit der Thronbesteigung der ehemals protestantischen Kaiserin Katharina II. (Russland), die zum orthodoxen Glauben konvertierte. Diese genehmigte eine neue Leichenhalle innerhalb der Rigaer Stadtmauer in unmittelbarer Nähe zum Rigaer Schloss. Durch Vermittlung des österreichischen Kaisers Joseph II. entstand 1785 anstelle einer hölzernen Leichenhalle die jetzige Kirche gemauert aus Stein. 1850 musste die Kirche aufgrund eines schwachen Fundamentes grundlegend umgebaut werden und erhielt aus Wilna einen neuen Altar. Bis 1885 war die Mutter-Gottes-der-Schmerzen-Kirche die einzige katholische Kirche in Riga. Die Kirche hat eine bemerkenswerte Größe und kann 2000 Besuchern Platz bieten.
(Lage) Vecrīga (Altstadt), Rīgas pils / Poļu gāte.

## Orientalisch

### Armenisch-apostolische-Kirche
1. St. Georg der Erleuchtete (lettisch: Armēņu apustuliskā baznīca): Um 2002 wurde in Riga die erste Armenische Kirche errichtet, sie befindet sich südlich der Altstadt, nahe dem Bethaus von Grebentschikow.
(Lage) Maskavas Forštate, Kojusalas iela 5

## Sonstige

### Ökumenische Friedhofskapellen
1. (noch) Namenlose Kapelle auf dem von Gleisanlagen umschlossenen Friedhof nördlich des Zentralgefängnisses.
 (Lage) Maskavas Forštate, Vietalvas iela

1. (noch) Namenlose Kapelle mit einer markanten Kuppel auf dem Friedhof am Südufer des See Kišezers.
 (Lage) Čiekurkalns, Lizuma iela 4

### Entwidmete Kirchen
1. Jungfrau-Marien-Kirche Bolderajas  (lettisch: Bolderājas Vissvētākās Jaunavas Marijas Debesīs uzņemšanas baznīca), das Gotteshaus des Rigaer Stadtteil Bolderajas befindet sich etwa einen Kilometer südöstlich der Festung Dünaburg.
(Lage) Bolderaja, Gobas iela 17

1. (ehemalige) St.-Jürgen-Kirche (lettisch: (Bijusī) Sv. Jura baznīca) – jetzt Heiliggeistspeicher: Das 1202 als Teil der Ordensburg Wittenstein begonnene Kirchengebäude bestand ursprünglich aus dem Kapitelsaal und einer angrenzenden Kapelle, die schon 1225 zur St. Jürgen-Kirche vereinigt wurden. Ihre Umnutzung als Hospitalkirche begann im 14. Jahrhundert, als auch in Riga die Pest eingeschleppt wurde und zu deren Bekämpfung Pesthäuser und Spitäler erforderlich wurden. Mit der Reformation wurde diese Kirche aufgehoben, es folgte die Nachnutzung als Getreidespeicher, dazu wurden im Gebäude in fünf Etagen angeordnete Schüttböden eingebaut. Der Speicherbau behielt hierbei den Spitalsnamen bei.[32]
(Lage) Vecrīga (Altstadt), Scharrenstraße (Skārņu iela) 10–16

## Historische Abbildungen und Quellen
1. ↑  Prospect der Gegend des sogenannten Klosters in Riga. 1781 (Memento vom 22. Dezember 2007 im Internet Archive)
 (Lettisches Staatsarchiv Riga, Sammlung Liefländischer Monumente..." Vol. 2, part 2)
2. ↑  Gegenüber stehender Prospect stellt die Mittagsseite der Rigishen Domkirche vor, nebst einem Theil des dabey befindlichen Kreutzganges ... 1786. (Memento vom 28. März 2005 im Internet Archive)
 (Lettisches Staatsarchiv Riga, Sammlung Liefländischer Monumente..." Vol. 4, part 2)
3. ↑  M. Mehling (Hrsg.): Knaurs Kulturführer .. 1993, S. 120–122.
4. ↑  S. Gertruden Kirche in der Rigischen Vorstadt. 1792 (Memento vom 4. März 2016 im Internet Archive)
 (Lettisches Staatsarchiv Riga, Sammlung Liefländischer Monumente..." Vol. 5, part 1)
5. ↑  M. Mehling (Hrsg.): Knaurs Kulturführer .. 1993, S. 122.
6. ↑  M. Mehling (Hrsg.): Knaurs Kulturführer .. 1993, S. 122.
7. ↑  M. Mehling (Hrsg.): Knaurs Kulturführer .. 1993, S. 125–126.
8. ↑  Grundriß der Folio 223 vorkommenden Kattelkalnschen Kirche 1791. (Memento vom 5. November 2013 im Internet Archive)
 (Lettisches Staatsarchiv Riga, Sammlung Liefländischer Monumente..." Vol. 4, part 2)
9. ↑  Aufriß der neuen Kattlekalnschen Kirche auf Steinholm 1791 (Memento vom 5. November 2013 im Internet Archive)
 (Lettisches Staatsarchiv Riga, Sammlung Liefländischer Monumente..." Vol. 4, part 2)
10. ↑  M. Mehling (Hrsg.): Knaurs Kulturführer .. 1993, S. 127.
11. ↑  M. Mehling (Hrsg.): Knaurs Kulturführer .. 1993, S. 127.
12. ↑  M. Mehling (Hrsg.): Knaurs Kulturführer .. 1993, S. 131–132.
13. ↑  M. Mehling (Hrsg.): Knaurs Kulturführer .. 1993, S. 130.
14. ↑  M. Mehling (Hrsg.): Knaurs Kulturführer .. 1993, S. 118.
15. ↑  Website der Kirchgemeinde St. Mathias
16. ↑  Website der baltisch-lettischen Adventisten (englisch)
17. ↑  M. Mehling (Hrsg.): Knaurs Kulturführer .. 1993, S. 130.
18. ↑  M. Mehling (Hrsg.): Knaurs Kulturführer .. 1993, S. 128–129.
19. ↑  Colorierte Ansicht der Zitadelle, Riga 1784 (Memento vom 15. September 2011 im Internet Archive)
 (Lettisches Staatsarchiv Riga, Sammlung Liefländischer Monumente..." Vol. 3, part 2)
20. ↑  Die Rußische Kirche des heil. Alexii in Riga Anno 1780 (Memento vom 18. August 2007 im Internet Archive)
 (Lettisches Staatsarchiv Riga, Sammlung Liefländischer Monumente..." Vol. 4, part 1)
21. ↑  M. Mehling (Hrsg.): Knaurs Kulturführer .. 1993, S. 117.
22. ↑  Könnecke/Rubzov: DuMont Kunstreiseführer .. 2005, S. 92.
23. ↑  M. Mehling (Hrsg.): Knaurs Kulturführer .. 1993, S. 123.
24. ↑  Könnecke/Rubzov: DuMont Kunstreiseführer.. 2005, S. 95.
25. ↑  St. Jakobskirche in Riga. Anno 1798 (Memento vom 18. August 2007 im Internet Archive)
 (Lettisches Staatsarchiv Riga, Sammlung Liefländischer Monumente..." Vol. 8, part 1)
26. ↑  Webseite der Kathedrale (Memento vom 8. August 2010 im Internet Archive)
27. ↑  M. Mehling (Hrsg.): Knaurs Kulturführer .. 1993, S. 124–125.
28. ↑  M. Mehling (Hrsg.): Knaurs Kulturführer. 1993, S. 127.
29. ↑  Informationen über die Gemeinde auf katolis.lv (lettisch), abgerufen am 20. Juli 2020.
30. ↑  Prospect der katholischen Kirche, und des Priesterhauses neben dem Rigischen Schloße. Anno 1791 (Memento vom 28. März 2005 im Internet Archive)
 (Lettisches Staatsarchiv Riga, Sammlung Liefländischer Monumente..." Vol. 4, part 2)
31. ↑  M. Mehling (Hrsg.): Knaurs Kulturführer .. 1993, S. 127–128.
32. ↑  M. Mehling (Hrsg.): Knaurs Kulturführer .. 1993, S. 123–124.

- Karte mit allen Koordinaten:
- OSM |
- WikiMap